# 京都見廻役
京都見廻役（きょうとみまわりやく）は、幕末の京都の治安維持のために江戸幕府が置いた役職。傘下に京都見廻組を置いた。
元治元年4月26日（1864年5月21日）設置、初代は浅尾藩主・蒔田広孝と旗本・松平康正。以後、堀親義（飯田藩主）・小笠原長遠（旗本）・岩田通徳（同）が任じられている。
役高5000石・役料3000俵で席次は大番頭次席。配下には見廻組与頭（場所高300俵・御書院番次席）・見廻組勤方（場所高200俵・大番次席）がおり、その下に幕臣の次男・3男ら200名からなる京都見廻組がいた。
蒔田・松平がそれぞれに配下の組を持ち、それぞれの官職名から相模守組（蒔田）と出雲守組（松平）と称され、各200名ほどの隊士を指揮した。隊長である与頭は旗本、隊員は御家人であった。
大政奉還後に徳川慶喜が二条城から大坂城に移る際に見廻役以下もその護衛として大坂（大阪）に向かい、自然消滅した。